# (16) Psyche
16 Psyche er en af de ti tungeste asteroider i asteroidebæltet. Den er omkring 250 kilometer i diameter og består næsten udelukkende af jern og nikkel, svarende til lidt mindre end 1 % af hele asteroidebæltets masse. Det er den tungeste metalliske M-type asteroide og den menes at være resterne af en kerne fra en protoplanet med mindst 500 kilometer i diameter.
16 Psyche kredser om Solen på fem år i en afstand mellem 2,5 og 3,3 AE.
16 Psyche blev opdaget af den italienske astronom Annibale de Gasparis i 1852 og er opkaldt efter den græske mytologiske figur Psyke.

## Udforskning
NASA sendte rumsonden Psyche op 23. oktober 2023, og den vil være syv år om at nå frem til sit mål, som den vil kredse om i seks måneder.